# Confédération internationale des agences d'emploi privées
La Confédération internationale des agences d'emploi privées (CIETT, ou WEC pour World Employment Confederation en anglais) est groupement d’organisations patronales nationales représentant les agences d’emploi privées et des groupes internationaux de travail temporaire.

## Les agences d’emploi privées
Les agences d’emploi privées sont des entreprises qui proposent des services de rapprochement entre l’offre et la demande d’emploi. Elles peuvent également mettre à disposition des salariés dans des entreprises avec lesquelles elles concluent un contrat (travail temporaire ou intérim). 
Une convention de l’Organisation internationale du travail (OIT) a pour objet l’intervention d’organismes privés dans les services liés à l’emploi. La convention n° 181 portant sur les agences d'emploi privées a été adoptée en 1997. Elle affirme avoir comme objectifs « celui de permettre aux agences d'emploi privées d'opérer et celui de protéger, dans le cadre de ses dispositions, les travailleurs ayant recours à leurs services ». La convention est entrée en vigueur en mai 2000. En juillet 2009, 21 pays l’avaient ratifiée, dont 11 États membres de l’Union européenne. L’OIT a également publié en 1997 une recommandation (n° 188) sur les agences d'emploi privées, qui encourage des mesures de protection des travailleurs et préconise une coopération avec les services publics de l’emploi.

## Historique
La Confédération internationale des entreprises de travail temporaire (CIETT), fondée à Paris le 17 mai 1967 a adopté en 2005 le nom de Confédération internationale des agences d'emploi privées tout en gardant son sigle.
La CIETT travaille en étroite collaboration avec l’OIT. Elle a notamment contribué aux débats qui ont précédé le lancement de la convention n° 181 sur les agences d'emploi privées puis à ceux qui évaluent ses résultats.

## Organisation

### La confédération internationale
En 2012, la CIETT regroupe 48 fédérations nationales sectorielles dans 47 pays et 8 grandes entreprises internationales de travail temporaire. Fred van Haasteren, dirigeant de Randstad (Pays-Bas), a été élu président en octobre 2011. 
Les organisations nationales des pays francophones sont les suivantes : 
- Belgique : Fédération des partenaires de l'emploi (Federgon) ;
- Canada : Association nationale des entreprises en recrutement et placement de personnel (ACSESS) ;
- France : Professionnels de l’intérim, des métiers et services de l’emploi (PRISME) ;
- Luxembourg : Union luxembourgeoise des entreprises de travail intérimaire (ULEDI) ;
- Maroc : Association des entreprises de travail temporaire transparentes et organisées (AETTTO) ;
- Suisse : Union suisse des services de l'emploi (USSE, Swissstaffing).

Le siège de la CIETT se situe à Bruxelles (Belgique).

### La structure européenne
Une subdivision de la CIETT, baptisée Euro-CIETT, assure la représentation de la branche professionnelle en matière de dialogue social sectoriel au sein de l’Union européenne. Elle rassemble, en 2012, 31 fédérations nationales des pays de l’Union européenne et de l'Espace économique européen, ainsi que 7 groupes internationaux. Euro-CIETT est présidée par Annemarie Muntz, dirigeante de Ranstad France. Élue en 2005, elle a été reconduite à ce poste en 2010.
Le siège d’Euro-CIETT est commun avec celui de la CIETT et se situe à Bruxelles (Belgique).

## Objectifs
Selon ses dirigeants, la mission essentielle de la CIETT est de « protéger et promouvoir les intérêts des agences d'emploi et de leur fédération nationale ». La confédération s’est fixé comme principal objectif « de rechercher une meilleure reconnaissance de la contribution des agences dans la création d'emplois ainsi que son intégration dans le marché du travail et la croissance économique ». Les membres de la CIETT ont adopté un code de bonne conduite, destiné à répondre aux obligations légales de chaque pays quant à la protection des intérêts des salariés et des clients. »